# De Veer Stichting
De De Veer Stichting is een Nederlandse stichting die tot doel heeft het verlenen van financiële en andere hulp - in de ruimste zin van het woord – aan behoeftige vrijmetselaren en/of vrijmetselaarsorganisaties, ressorterende onder het Grootoosten der Nederlanden. De Nederlandse Orde van Vrijmetselaren werkt onder het Grootoosten.

## Geschiedenis
De naamgever van deze stichting was ir. Evert Johannes de Veer (1892 - 1976), tijdens zijn werkzame leven onder meer directielid van diverse Unileverfabrieken. Vanaf 1917 tot aan zijn overlijden was hij lid van de Vrijmetselaarsloge La Flamboyante te Dordrecht. Binnen de loge heeft hij diverse functies vervuld inclusief die van Voorzittend Meester. De loge benoemde hem om zijn grote verdiensten uiteindelijk tot erelid. In zijn testament bepaalde De Veer dat zijn nalatenschap zou worden ingebracht in een door hem opgerichte stichting, de ‘De Veer Stichting’ genaamd.

## Activiteiten
In de praktijk blijken de aanvragen voor hulp bij de De Veer Stichting niet zozeer van individuele vrijmetselaren te komen maar vooral van loges, die om verschillende redenen in financiële problemen zijn gekomen. Veelal houden deze problemen verband met de instandhouding van logegebouwen. De instandhouding kan in gevaar komen door onvoorziene grote reparaties of de noodzakelijke aanschaf dan wel vervanging van apparatuur of inrichting, zoals bijvoorbeeld een traplift of een luchtverversingsinstallatie.

## Verhuizing van de Orde
In 1993 moest de Orde van Vrijmetselaren samen met de gezamenlijke Haagse loges het historische hoofdgebouw van de Orde aan de Fluwelen Burgwal in Den Haag verlaten. Dit pand was in de 19e eeuw door prins Frederik der Nederlanden aan de Orde geschonken. Bij deze gelegenheid heeft de De Veer Stichting een substantiële bijdrage geleverd voor de verhuizing en de inrichting van het nieuwe pand aan de Prinsessegracht. In het nieuwe pand werd als eerbewijs een schilderij van De Veer opgehangen.

## Appendix
Vrijmetselarij · Beginselen · Geschiedenis · Symbolen · Vrijmetselaarsloge · Ordegrondwet · Obediëntie · Regulariteit en irregulariteit · Ritus · Graden · Grootmeester · Gemengde vrijmetselarij · Para-vrijmetselarij · Antivrijmetselarij · Vrijmetselarij in Nederland · Vrijmetselarij in België · Internationale vrijmetselarij
>>> Meer info op Portaal:Vrijmetselarij <<<